# ジョージ・ハドソン

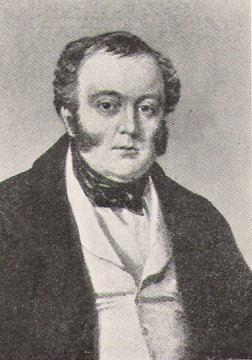
ジョージ・ハドソン

ジョージ・ハドソン（英: George Hudson、1800年3月10日（推定） - 1871年12月14日）は、「鉄道王」と呼ばれたイギリスの鉄道投資家である。ヨークシャーのスタンフォード・ブリッジ（Stamford Bridge）の北、ヨークの東、スクレインガム（Scrayingham）教区のホーシャム（Howsham）に生まれた。スクレインガムに埋葬されている。1815年、15歳の時に、子供ができたことで不興を被って自分の生まれた村を飛び出した。

## 経歴
ヨークの洋服商に奉公し、やがて商人として頭角を現した。1837年にはヨーク市長に選ばれた。1827年には30,000ポンドを相続し、ノース・ミッドランド鉄道（en:North Midland Railway）の株に投資し、まもなく役員にも選ばれた。1833年にはヨーク銀行（York Banking Company）を設立し、何度かは支配人も務めた。

### 鉄道
彼は長らくヨークに鉄道を通すことについて検討しており、ヨーク・アンド・ノース・ミッドランド鉄道（en:York and North Midland Railway）の通過を確実にするために尽力した。そして1839年に路線が開通する際には会社の社長に選ばれた。この時から彼の関心は鉄道網の拡張に向けられるようになった。1841年にはニューカッスル・アポン・タイン（Newcastle） - ダーリントン（Darlington）線の建設を開始している。ジョージ・スチーブンソン（George Stephenson）と共に彼はミッドランド鉄道のニューカッスルまでの延長を計画して実行した。1844年までに彼は1,000マイルを超える鉄道路線を支配下に収めていた。この年には誰もが鉄道への投資に熱狂する「鉄道狂時代」が最高潮を迎え、「鉄道王」の機嫌をとらないものは誰もいなかった。この鉄道王の称号はシドニー・スミス（en:Sydney Smith）によって贈られている。

### 国会議員
個人的な裕福さにもかかわらず、彼はさらに20,000ポンドを配当として受け取っている。ダラム (Durham) の副知事、3回のヨーク市長、そして1849年から1851年までは保守党の国会議員にサンダーランド (Sunderland) から選ばれている。公職に選ばれたというニュースは、時速75マイルもの速度を出す特別列車でロンドンへ伝達された。

### 詐欺と転落
賞賛と名誉の絶頂にいた彼は、イースタン鉄道（Eastern Railway）に関する詐欺が明らかになって突然転落した。サンダーランドは1859年まで彼の寛大な代議士活動に拘っていたが、鉄道バブルの崩壊と共に彼は全ての影響力と財産を失った。彼の残りの人生はほぼヨーロッパ大陸で過ごすことになった。ロンドンでなくなる直前、何名かの友人が彼にわずかばかりの年金を提供している。
彼の名は、思い上がった野望と不安定な幸せの教訓としてよく使われている。トーマス・カーライル（Thomas Carlyle）は彼のことをLetter-Day Pamphletsの中で「思い上がったギャンブラー」と評している。

## メモリアル
ヨーク・アンド・ノース・ミッドランド鉄道のかつてのヨークのターミナル駅のそばに彼の名前にちなんで付けられたハドソン・ハウスが残っている。またヨークにはノース・ストリートと並行してジョージ・ハドソン・ストリートが走っている。

## 関連する書籍
- A.J. Peacock and David Joy, George Hudson of York,  Dalesman, 1971.
- A. J.Arnold, and S. M. McCartney, George Hudson: The Rise and Fall of the Railway King, London and New York: Hambeldon and London, 2004
- Lambert, Richard S. The Railway King 1800-1871, a study of George Hudson and the Business Morals of his Times, George Allen and Unwin, 1964.